# Koninklijke Militaire Universiteit
Koninklijke Militaire Universiteit - Université Royale Militaire / Algemeen är ett universitet i Belgien.   Det ligger i provinsen Antwerpen och regionen Flandern, i den centrala delen av landet, i huvudstaden Bryssel.